# Rueglio
 Rueglio  (piemontiul: Ruèj) egy olasz község Torino megyében.

## Elhelyezkedése

Rueglio község Torino megye térképén

A vele határos települések: Alice Superiore, Castellamonte, Castelnuovo Nigra, Issiglio, Meugliano, Pecco, Trausella, Vico Canavese és Vistrorio.